# Ciborze
Ciborze – jezioro w województwie lubuskim, w powiecie świebodzińskim, w gminie Skąpe. Linia brzegowa od południowego wschodu bezpośrednio przylega do osady Cibórz.